# Ludwig Droste
Ludwig Droste (* 14. Dezember 1814 in Hannover; † 2. Februar 1875 ebenda) war ein deutscher Architekt und Baubeamter, er gehört zu den Vertretern des „Hannoverschen Rundbogenstils“.

## Leben
1831–1834 studierte Droste an der Höheren Gewerbeschule Hannover bei Ernst Ebeling, 1834–1837 arbeitete er als Bauleiter bei Ludwig Hellner. In den Jahren 1837 und 1838 unternahm er ausgedehnte Studienreisen, 1838–1839 vollendete er sein Studium in München bei Friedrich von Gärtner. Ab 1849 war Droste Stadtbaumeister in Hannover, 1862 wurde ihm der Ehrentitel „Königlicher Baurat“ verliehen. Droste baute zahlreiche Schulen und andere öffentliche Bauten in Hannover, darunter den Stadtfriedhof Engesohde, auf dem er selbst begraben wurde. Als Baumeister war er ein Vertreter des „Hannoverschen Rundbogenstils“. Er gehörte der hannoverschen Freimaurerloge „Friedrich zum weißen Pferde“ an.
Nach dem Tod von Ludwig Droste, der noch im Königreich Hannover seinen Titel erhalten hatte, wurde der Ingenieur Rudolph Berg sein Nachfolger: Hierfür wurde in Hannover eigens die Stelle eines Stadtbaurats neu geschaffen und Rudolph Berg am 1. Mai 1875 als erster in diese Position hinein gewählt.

## Ehrengrab
Das Ehrengrab für Ludwig Droste findet sich auf dem von ihm gestalteten Stadtfriedhof Engesohde in Hannover in Abteilung 19A, Grabnummer 1a-b.

## Werk
(in Hannover)

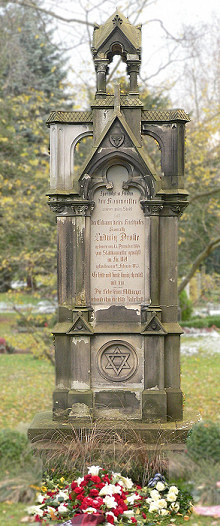
Eigenes Grabmal auf dem Friedhof Engesohde

- 1850–1854: Lyceum am Georgsplatz (nicht erhalten)
- 1852–1855: Restaurierung der Marktkirche; Bauführer: Ludwig Frühling[3]
- 1854–1856: Haus Sternheim, Schillerstraße 35 (nicht erhalten)
- 1854–1856: Lyceum II, Am Clevertor (nicht erhalten)
- 1860–1861: Brückmühle, Am Archiv (nicht erhalten)
- 1861–1864: Packhof, Artilleriestraße (nicht erhalten)
- 1861–1864: Eingangsbau Engesohder Friedhof – denkmalgeschützt
- 1862–1863: Umbau des Wangenheimpalais zum Rathaus, Friedrichstraße
- 1866: Totenhalle des Neuen St.-Nikolai-Friedhofs, An der Strangriede (nicht erhalten)
- 1866: Bürgerschule Am Clevertor (nicht erhalten)
- 1870: Höhere Töchterschule, Am Graben 9 (Friedrichstraße, Nähe Aegidientorplatz) (nicht erhalten)
- 1871: Stadttöchterschule I, Aegidiendamm, Ecke Hildesheimer Straße
- 1871: Haus Köhsel, Marktstraße 59
- 1874: Vorentwurf für die Leibnizschule, Alte Celler Heerstraße (von Wilsdorff neu entworfen und ausgeführt) (nicht erhalten)